# Eutelsat 65 West A
Eutelsat 65 West A — геостационарный спутник связи, принадлежащий французскому спутниковому оператору, компании Eutelsat. Предназначен для предоставления телекоммуникационных услуг для Латинской, Южной и Центральной Америки.
Будет располагаться на орбитальной позиции 65° западной долготы.
Запущен 9 марта 2016 года ракетой-носителем Ариан-5.

## Аппарат
Построен на базе космической платформы LS-1300 компанией Space Systems/Loral. Электроснабжение обеспечивают два крыла солнечных батарей и аккумуляторные батареи. Мощность спутника — 16,7 кВт. Двигательная установка включает основной (апогейный) двигатель и систему гидразиновых двигателей малой тяги для орбитального маневрирования. Ожидаемый срок службы — 15 лет. Стартовая масса спутника составляет 6564 кг.

### Транспондеры
На спутник установлены 10 транспондеров C-диапазона ёмкостью 54 Гц (эквивалент 15 стандартных транспондеров ёмкостью 36 Гц), 24 транспондера Ku-диапазона и оборудование Ka-диапазона, выдающее до 24 узконаправленных лучей.

### Покрытие
Спутник Eutelsat 65 West A будет обеспечивать широкий спектр телекоммуникационных услуг (стационарная связь, непосредственное цифровое телевещание, широкополосный доступ в интернет) потребителям стран Латинской, Южной и Центральной Америки.

## Запуск
Один из редких запусков ракеты-носителя Ариан-5 с одним геостационарным спутником (традиционно оператор запусков, французская компания Arianespace, производит одновременный запуск двух спутников суммарным весом около 10 тонн). Оператор спутника, компания Eutelsat, оплатила полную стоимость запуска, желая осуществить ввод в эксплуатацию своего спутника до начала Олимпийских игр 2016 года в Бразилии.
Успешный запуск ракеты-носителя Ариан-5 ECA с телекоммуникационным спутником Eutelsat 65 West A состоялся 9 марта 2016 года в 05:20 UTC со стартового комплекса ELA-3 космодрома Куру в рамках миссии VA-229.
В отличие от стандартной для ракеты-носителя геопереходной орбиты 250 × 35 786 км, наклонение 6°, сравнительно низкая масса полезной нагрузки позволила осуществить вывод спутника Eutelsat 65 West A на более удобную траекторию c орбитальными показателями 230 x 35 826 км, наклонение 0,5°, что снизит время и затраты топлива для выхода спутника к постоянной точке стояния. Планируется, что путь к геостационарной орбите, который спутник пройдёт с использованием собственной двигательной установки, займёт 10 дней.